# André Roussin
André Roussin (Marsella, 22 de enero de 1911 - París, 3 de noviembre de 1987) fue un dramaturgo francés.

## Biografía
Abandonó en su primer año la Facultad de Derecho para ejercer como periodista en su ciudad natal y luego se inició en el mundo de la literatura dramática. Se incorporó en 1933 a la Compagnie du Rideau Gris, fundada por Louis Ducreux. Participó en la gestión de la empresa hasta el final de la Segunda Guerra Mundial.
Fue durante la guerra cuando André Roussin escribió y produjo (con una pequeña herencia), su primera obra de teatro: Am Stram Gram, una comedia en tres actos, que interpretó Micheline Presle. En 1943 escribió Une grande fille para Madeleine Robinson, con quien vivía una historia de amor. 
Su consolidación profesional se produce con La Petite Hutte. La obra se representó por primera vez en Bruselas en octubre de 1947 con puesta en escena del autor que también interpretó un papel junto a Suzanne Flon y Fernand Gravey. En diciembre de ese año, la producción se estrenó en París, alcanzando las 1500 representaciones. 
Durante los años siguientes, la mayor parte de las obras de Roussin alcanzan el éxito. Así, Bobosse, estrenada en 1950 e interpretada por François Perier más de 1500 veces o Lorsque l'enfant paraît, estrenada en 1951, que alcanzó 1.600 representaciones. 
Fue elegido miembro de la Academia francesa el 12 de abril de 1973.

## Obras
| - 1941 : Am Stram Gram - 1944 : Le Tombeau d'Achille - 1944 : Jean Baptiste le mal aimé - 1945 : Une grande fille toute simple - 1945 : La Sainte Famille - 1947 : La Petite Hutte - 1948 : L'Etranger au théâtre - 1948 : Les Œufs de l'autruche - 1949 : L'École des dupes - 1949 : Nina - 1950 : Bobosse - 1951 : La Main de César - 1951 : Lorsque l'enfant paraît - 1952 : Hélène ou la joie de vivre - 1953 : Patience et impatiences - 1954 : Le Mari, la Femme et la Mort - 1955 : Le Tombeau d'Achille | - 1955 : L’Amour fou ou la première surprise - 1957 : La Mamma - 1960 : Les Glorieuses et une femme qui dit la vérité - 1962 : La Coquine - 1963 : La Voyante - 1963 : Un amour qui ne finit pas - 1965 : Un contentement raisonnable - 1966 : La Locomotive - 1969 : On ne sait jamais - 1972 : La Claque - 1974 : La Boîte à couleurs - 1982 : Le Rideau rouge, portraits et souvenirs - 1982 : La vie est trop courte - 1983 : Rideau gris et habit vert - 1987 : La petite chatte est morte - 1987 : Mesdames, Mesdemoiselles, Messieurs - 1987 : Treize comédies en un acte |